# Перлмуттер, Айзек
Айзек «Айк» Перлмуттер (англ. Isaac Perlmutter; род. 1 декабря 1942, Подмандатная Палестина) — израильско-американский предприниматель и финансист. Являлся председателем и почётным генеральным директором Marvel Entertainment. Он также был владельцем компаний Remington Products и Marvel Toys.

## Биография
Айзек Перлмуттер родился в еврейской семье во времена британского мандата в Палестине. Он вырос в Израиле и служил в израильской армии во время Шестидневной войны в 1967 году. Он эмигрировал в Америку прибыв в Нью-Йорк всего с 250 долларами и зарабатывал на жизнь, стоя у еврейских кладбищ в Бруклине, используя свои знания иврита для проведения панихиды за чаевые.
Айзек Перлмуттер был членом совета директоров Marvel Comics с апреля 1993 года и до марта 1995 года.
Айзек Перлмуттер вместе с Ави Арад был совладельцем компании Toy Biz. Когда в 1996 году Marvel Group обанкротилась, между Перлмуттером, Арадом, Карлом Айканом и Рональдом Перельманом последовали затяжные судебные дела за контроль над компанией. К 1997 году Перлмуттер и Арад установили контроль над компанией, вытеснив Икана и Перельмана. Toy Biz и Marvel были объединены в Marvel Enterprises, чтобы вывести её из банкротства в июне 1998 года.
Перлмуттер остался генеральным директором Marvel Entertainment, даже после приобретения Marvel компанией The Walt Disney Company 31 декабря 2009 года. Несмотря на то, что после приобретения Disney Перлмуттер получил 800 миллионов долларов наличными и 590 миллионов долларов акциями, он не хотел входить в совет директоров компании.
Был уволен 29 марта 2023 года в рамках масштабного сокращения штатов в Disney и после ссоры с директором материнской компании Бобом Айгером.